# Gergei
Gergei (en sardo: Xrexèi) es un municipio de Italia de 1.457 habitantes en la provincia de Cerdeña del Sur, región de Cerdeña. Está situado a 50 km al norte de Cagliari.
Se trata de un pequeño centro agrícola y ganadero, conocido por sus aceites y, en general, por su gastronomía. El 2 y 3 de febrero se celebra el "Su Sessineddu", un rito en el que los niños llevan a la iglesia un racimo para su bendición.

## Evolución demográfica
| Gráfica de evolución demográfica de Gergei entre 1861 y 2001 |
|                                                              |
| Fuente ISTAT - Elaboración gráfica de Wikipedia              |